# فرودگاه ککلبری
فرودگاه ککلبری (به انگلیسی: Cackleberry Airport) یک فرودگاه همگانی است که یک باند فرود چمن دارد و طول باند آن ۶۴۴ متر است. این فرودگاه در کشور ایالات متحده آمریکا قرار دارد و در ارتفاع ۲۷۱ متری از سطح دریا واقع شده‌است.